# Leptotarsus (Leptotarsus) fraucai
Leptotarsus (Leptotarsus) fraucai is een tweevleugelige uit de familie langpootmuggen (Tipulidae). De soort komt voor in het Australaziatisch gebied.